# Bula del perdón
La Inter sanctorum solemnia, más conocida como bula del perdón, es una bula pontificia promulgada por el papa Celestino V, el 29 de septiembre de 1294, por la que el pontífice otorga la indulgencia plenaria a todos aquellos que se dirijan, entre el 28 y el 29 de agosto de cada año, en peregrinación a la Basílica de Santa Maria di Collemaggio en la ciudad de L'Aquila. El texto original se conserva en el palacio Margarita, sede municipal de dicha ciudad.

## Contexto histórico
Antes de la construcción de la basílica en el terreno de Collemaggio, en la ciudad de L'Aquila (hoy parte de Italia), había una iglesia dedicada a la Asunción de María, donde se refugió en 1275 Pedro del Morrone, monje benedictino y futuro papa Celestino V. La devoción que sentía hacía la Virgen María le llevó a iniciar la construcción de una nueva y majestuosa basílica. Así el 25 de agosto de 1288 se da la consagración de la misma, en una solemne ceremonia presidida por ocho obispos. La nueva basílica será administrada por los monjes celestinos, rama benedictina fundada por él.
Pedro del Morrone fue elegido papa a la edad de 85 años, el 7 de julio de 1294, y se hace coronar en la basílica por él construida. Un mes después de su elección promulgará la bula Inter sanctorum solemnnia.

Basílica de Santa Maria di Collemaggio en L'Aquila (Italia)

## Contenido
Celestino V dirige la bula a todos los cristianos que la lean y luego de hacer una gran introducción sobre la fiesta de la muerte de san Juan Bautista, fecha en la que fue coronado papa, explica la intención de la misma: 

Nos que el día de la decapitación del mismo santo, en la iglesia aquilana de S. Maria di Collemaggio, de la Orden de San Benito, recibimos la insignia de la corona puesta sobre nuestra cabeza, deseamos que sea honorado con mayor devoción por medio de himnos, cantos y devotas oraciones de los fieles.
Celestino V, Inter sanctorum solemnia

Luego de dar la razón por la cual dicha fiesta debe ser exhaltada con especial devoción en esa basílica, el papa dicta el perdón general para quienes a ella acudan

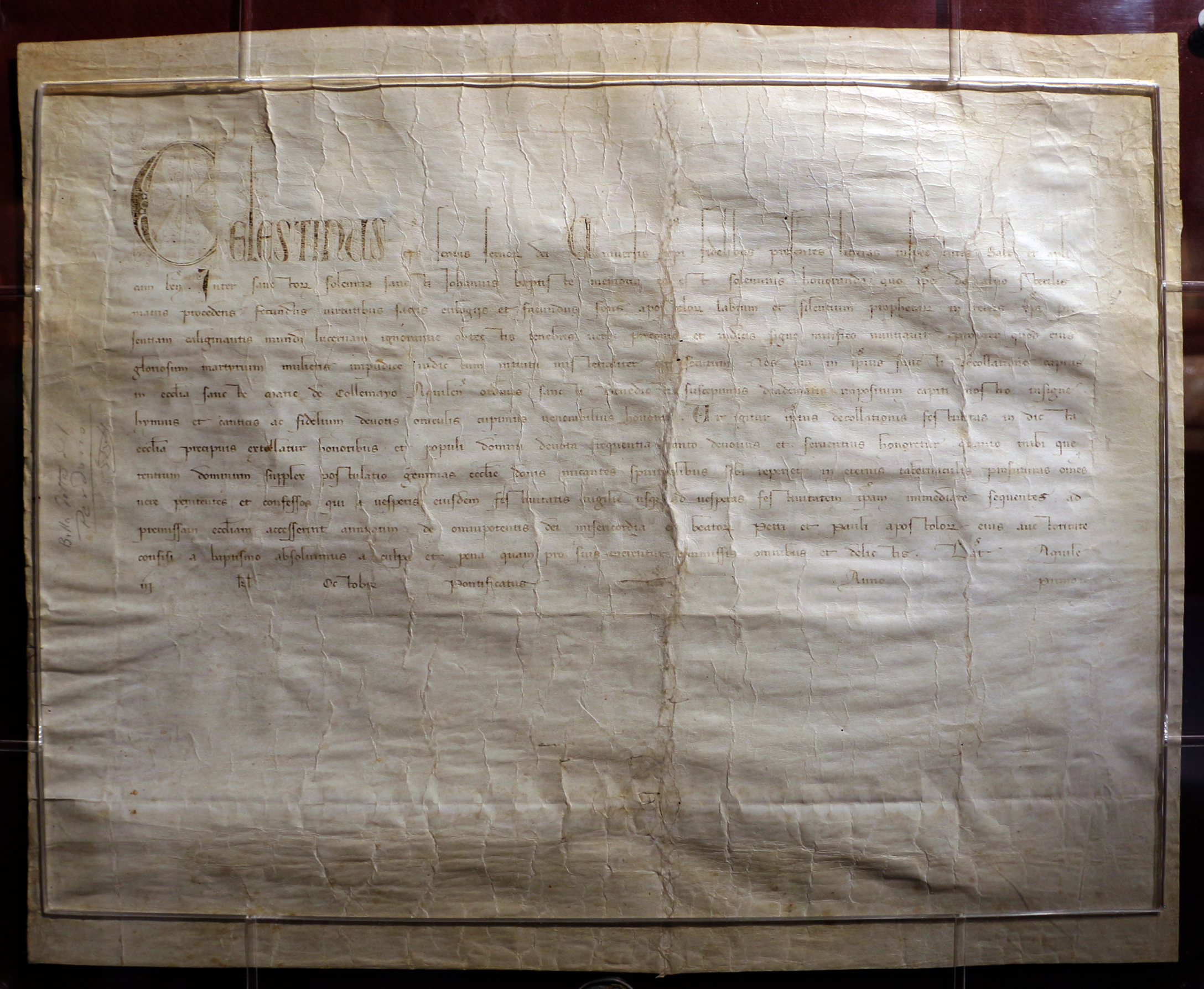
Documento original de la Bula del Perdón.

(...) anualmente absolvemos de la culpa y de la pena, que merecen por todos sus pecados, cometidos desde el bautismo, a todos aquellos que verdaderamente arrepentidos y confesados, entren en dicha iglesia desde las vísperas de la vigilia de la fiesta de S. Juan hasta las vísperas inmediatamente siguiente a la fiesta.
Celestino V, Inter sanctorum solemnia

## Importancia del documento
La bula del perdón es el primer acto oficial del pontificado de Celestino V, por medio del cual no solo buscaba la reconciliación de los pecados en sentido espiritual, sino que además pretendía la reconciliación de las diversas facciones en las que se encontraba dividida la ciudad. De hecho, Carlos II de Anjou, que tenía dificultades con un grupo de rebeldes de la ciudad de L'Aquila, se ve motivado a perdonarlos luego de la lectura de la bula.
En el texto de la bula, Celestino V no hace distinción de la clase de cristianos que pueden ser perdonados, las únicas condiciones son: entrar en la basílica, los días mencionados y arrepentidos y confesados. Por lo que se entiende que el perdón es concedido a todos, no hay mención de dinero por ninguna parte, cuestión candente que ha desacreditado el uso de las indulgencias.
Con el tiempo, la autenticidad de la bula, fue puesta en duda. Pero el papa Pablo VI, en 1967, aprobó la autenticidad de la misma y la colocó a la cabeza de un elenco de bulas dedicadas a las indulgencias. En 1983 el alcalde de L'Aquila decidió renovar la ceremonia del Perdón Celestiniano, que se celebra anualmente.